# Wickiebaan
De Wickiebaan is een stalen indoorachtbaan in het Nederlandse attractiepark Plopsa Indoor Coevorden.
De achtbaan is van het model Force Two van de Duitse achtbaanfabrikant Zierer en maakt gebruik van 1 trein met 10 wagons die ieder plaats bieden aan 2 personen naast elkaar.

## Geschiedenis
Onder de naam Piratenbaan opende de achtbaan op 30 april 2010 in Plopsa Indoor Coevorden bij de opening van het overdekte attractiepark. De achtbaan was toen gethematiseerd naar de wereld van Piet Piraat, een figuur van Studio 100. Sinds 2013 staat de attractie in het thema van Wickie de Viking en kreeg het de naam Wickiebaan. De achtbaan met het huidige thema lijkt zeer sterk op de Wickie Coaster in Plopsa Indoor Hasselt.